# Кременисті породи

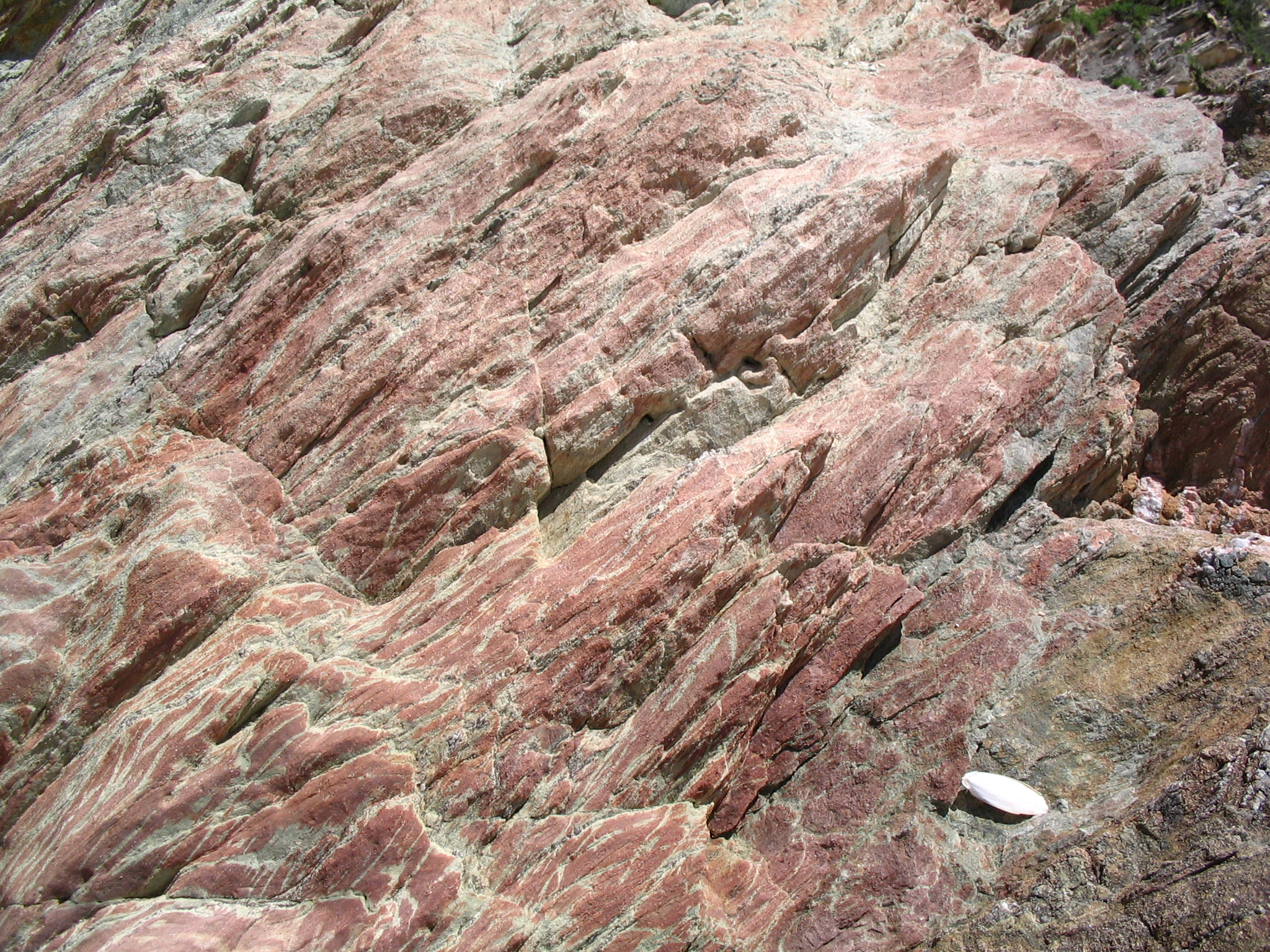
Червоний аркозовий пісковик (кварц і ортоклаз).

Кременисті породи — група осадових гірських порід, складених більш ніж на 50 % аутигенними мінералами кремнезему(SiO2): опалом, кристобалітом, тридимітом, халцедоном і кварцом.
Розрізняють такі кременисті породи:
- хемогенні (кременистий туф),
- органогенні (діатоміт, радіолярит, спонголіт) і
- криптогенні (опока, трепел, кремінь).

Кременисті породи — нерудна мінеральна сировина багатоцільового призначення.